# Municipio 9 di Milano
Il municipio 9 (Comasina, Affori, Porta Nuova, Niguarda, Bovisa, Fulvio Testi) è una delle nove circoscrizioni comunali di Milano.
La sede del Consiglio si trova in via Giuseppe Guerzoni, 38.

## Descrizione del municipio
Il municipio 9 si estende verso nord dal centro cittadino.

## Suddivisioni
Il municipio 9 comprende i seguenti quartieri:  Porta Garibaldi-Porta Nuova, Isola, Montalbino, Niguarda, Ca' Granda-Prato Centenaro-Fulvio Testi, Bicocca, Bovisa, Farini, Dergano, Affori, Bovisasca, Comasina, Bruzzano, Parco Nord, Maciachini-Maggiolina e Greco.

## Etnie e minoranze straniere
Secondo il Comune di Milano, gli stranieri residenti nel municipio 9 sono 49.140, il 25,77% del totale.
Gli Stati con il maggior numero di residenti nel municipio sono:
- Egitto - 4.280 (M 3.449 F 831)
- Cina - 3.925 (M 2.072 F 1.853)
- Filippine - 3.198 (M 1.400 F 1.798)
- Ecuador - 2.230 (M 1.005 F 1.225)
- Perù - 2.128 (M 866 F 1.262)

- Sri Lanka - 1.603 (M 970 F 633)
- Romania - 837 (M 429 F 408)
- Marocco - 827 (M 532 F 295)
- Albania - 807 (M 472 F 335)
- Bangladesh - 578 (M 430 F 148)

## Servizi presenti nel municipio

### Biblioteche rionali
Nel municipio 9 sono presenti quattro biblioteche rionali: la biblioteca "Affori", che si trova in viale Affori 21, la biblioteca "Cassina Anna" in via S. Arnaldo 17, la biblioteca "Dergano-Bovisa" in via Baldinucci 76 e la biblioteca "Niguarda" in via Passerini 5.

### Centri di aggregazione giovanile
I centri di aggregazione giovanile (C.A.G.) offrono servizi ricreativi e didattici rivolti a giovani adolescenti, nei quartieri periferici di Milano.
I CAG presenti all'interno del municipio 9 sono: il centro Abelia, in via E. Acerbi 12, ed il centro Marcelline, in via Veglia 76.

### CSRC (Centri Socio Ricreativi Culturali)
I CSRC sono servizi dedicati al benessere, all’aggregazione e alla partecipazione attiva delle cittadine e dei cittadini over 55. Operano nei quartieri per la promozione dell’invecchiamento attivo. 
I CSRC nel Municipio 9 sono:
- “Sempreverdi”, Via Val di Bondo 13
- “Villa Taverna”, Via Brivio 4
- “Cassina Anna”, Via S.Arnaldo 17
- “Grivola”, Via Grivola 10
- “Santa Monica”, Via Santa Monica 4
- “Monte Grappa”, Via Monte Grappa 8/a

### Centri di aggregazione multifunzionali
I centri di aggregazione multifunzionale (C.A.M.) fanno parte di un servizio erogato dal Comune di Milano, tramite le strutture del decentramento, e il loro obiettivo è quello di favorire l'aggregazione sociale, lo svolgimento di attività ricreative, culturali, formative e sportive.
Le sedi del C.A.M. nel municipio 9 sono in via S. Arnaldo 17 ed in via Ciriè 9.

### Cascine
- Cascina Boscaiola in via Edoardo Porro, 8 secolo XIV

### Istituti scolastici
Nel municipio 9 sono presenti le seguenti scuole elementari:
- Caracciolo, quartiere [7] Affori, via Iseo 7
- Calvino, quartiere Affori, via Scialoia 19
- Don Orione, quartiere Affori, via Fabriano 4
- Scuola primaria, quartiere Bovisasca, via Gabbro 6
- Cantù, quartiere Bruzzano, via dei Braschi 12
- Anna Frank, quartiere Bruzzano, via Dora Baltea 16
- Sorelle Agazzi, quartiere Comasina, piazza Gasparri 6
- Marie Curie, quartiere Dergano, via Guicciardi 1 ( Istituto Comprensivo Maffucci.)
- Giacomo Leopardi, quartiere Bovisa, viale Luigi Bodio 22 ( Istituto Comprensivo Maffucci.)
- Confalonieri, quartiere Isola, via Dal Verme 10
- Lambruschini, quartiere Dergano, via Crespi 1
- Duca degli Abruzzi, quartiere Niguarda, via Cesari 38
- V. Locchi, quartiere Niguarda, via Passerini 4/8
- Pertini, quartiere Bicocca, via Mann 8
- Pirelli, quartiere Bicocca, via da Bussero 9
- Poerio, quartiere Pratocentenaro, via Pianell 40
- Locatelli, quartiere Montalbino, via Veglia 80
- Fabbri, quartiere Zara, viale Zara 96

Scuole secondarie di primo grado:
▪︎Pavoni, via Crespi 1, Maciachini.                            
- Falcone e Borsellino, quartiere Bicocca, via Mann 8
- Giovanni Verga, quartiere Bicocca, via Asturie 1
- Falcone e Borsellino, quartiere Pratocentenaro, viale Sarca 24
- Gino Cassinis, quartiere Niguarda, via Hermada 18
- Niccolò Tommaseo, quartiere Montalbino, piazzale Istria 11

Scuole secondarie di secondo grado:
- I.T.I.S. Luigi Galvani, quartiere Ca' Granda Sud, via F.Gatti 14
- L.S.S. Bertrand Russel, quartiere Ca' Granda Sud, via F.Gatti 16
- I.T.C. Gino Zappa, Viale Marche 71
- I.S.S. Luigi Cremona, Viale Marche 73
- I.I.S. Giuseppe Luigi Lagrange, Via Litta Modignani, 65

### Università
Nel quartiere Bovisa, nel municipio 9, si trova una delle sedi del Politecnico di Milano; la sede comprende edifici in via La Masa e in via Durando, separati dalla stazione di Milano Bovisa-Politecnico delle FerrovieNord. Il distaccamento Bovisa ospita diverse facoltà di ingegneria, design e di architettura. Inoltre è presente l'Università Bicocca che vanta discipline quali Fisica e Biotecnologie.

### Ospedali
- Ospedale di Niguarda
- CTO Centro Traumatologico Ortopedico
- Casa di cura "San Pio X"

## Luoghi di interesse
- Stazione di Milano Porta Garibaldi
- Ospedale Niguarda Ca' Granda
- Teatro degli Arcimboldi
- Bosco Verticale
- Palazzo Lombardia
- Progetto Porta Nuova

## Parchi
- Parco Nord Milano 3.200.000 m2
- Bosco di Bruzzano 120.700 m2
- Parco Agostino Bassi 31.590 m2
- Parco di Villa Litta 76.400 m2
- Collina dei Ciliegi 30.000 m2
- Giardino Wanda Osiris 22.100 m2
- Giardino di via Giacomo della Porta 4.400 m2
- Giardino di via Porro e viale Jenner 1.500 m2
- Parco Biblioteca degli Alberi 80.000 m2

## Stazioni
Stazioni della Metropolitana di Milano:
- Gioia e Garibaldi FS
- Affori Centro, Affori FN, Comasina, Dergano, Maciachini e Zara.
- Bicocca, Bignami, Ca' Granda, Garibaldi FS, Isola, Istria, Marche, Ponale e Zara

Stazioni ferroviarie:
- Ferrovienord: Milano Affori, Milano Bovisa-Politecnico, Milano Bruzzano Parco Nord, Milano Quarto Oggiaro
- Rete Ferroviaria Italiana: Milano Lancetti, Milano Porta Garibaldi, Milano Greco Pirelli, Milano Repubblica, Milano Villapizzone.

## Architetture religiose
| - San Martino in Niguarda - Santa Maria Annunciata - San Carlo alla Ca' Granda - San Giovanni Battista alla Bicocca - Gesù Divin Lavoratore - San Dionigi in Pratocentenaro - Annunciazione | - Beata Vergine Assunta in Bruzzano - San Bernardo in Comasina - Sacro Volto - San Filippo Neri in Bovisasca - San Paolo - San Giovanni Evangelista - Santa Maria alla Fontana | - Santa Giustina in Affori - Santa Maria del Buon Consiglio - San Nicola Vescovo in Dergano - Santissimi Giovanni e Paolo - Santuario Madonna di Fatima - Cappella di Sant'Antonino in Segnano - Sant'Anita del Cosmo |